# فيربا مخروطي
فيربا مخروطي أو الموريلات الناقوسية (الاسم العلمي: Verpa conica) هي نوع من الفطريات تتبع جنس الفيربا من الفصيلة الغوشنية.